# Trận Corregidor (1945)
Trận tái chiếm Corregidor, 16–26 tháng 2 năm 1945, diễn ra giữa lực lượng quân giải phóng Hoa Kỳ và quân du kích Nhật phòng thủ trong rừng trên đảo Corregidor. Trước khi người Nhật chiếm nơi này vào năm 1942, Lực lượng Hoa Kỳ tại Viễn Đông đã đóng quân tại nơi này cho tới khi họ đầu hàng vào năm 1942.
Trận này có tên chính thức là Fort Mills, diễn ra cùng với các trận đánh ác liệt nhằm giải phóng Manila và trước đó là việc tái chiếm bán đảo Bataan thực hiện bởi các lực lượng Hoa Kỳ từ tay quân Nhật chiếm đóng, đây cũng là hành động nhằm chuộc lại danh dự cho lực lượng Hoa Kỳ và Philippines khi họ đã đầu hàng 6 tháng 5 năm 1942 và tiếp theo là sự thất thủ của toàn Philippines.
Sự đầu hàng của quân Hoa Kỳ tại Corregidor vào năm 1942 và số phận thê thảm của 11.000 lính Hoa Kỳ và Philippines sau trận đánh đã khiến cho Tướng Douglas MacArthur có cảm giác đặc biệt trong trận đánh này, và điều đó được thể hiện đặc biệt trong chiến dịch giải phóng quần đảo Philippines, ông đã không do dự để phạm phải một sai lầm tương tự đối với phần lớn các lực lượng Hoa Kỳ và Philippines dưới quyền. Đối với những người lính Hoa Kỳ, Corregidor còn hơn là một mục tiêu quân sự đơn thuần rất lâu trước chiến dịch tái chiếm nơi này. Mục tiêu này đã trở thành một biểu tượng quan trọng trong lịch sử Hoa Kỳ nhằm giành lại thể diện khi để mất một tiền đồn quan trọng ngay từ những bước ban đầu của Chiến tranh Thái Bình Dương.

## Bối cảnh

### Corregidor thất thủ
Người Nhật bắt đầu mở cuộc tấn công vào Corregidor bằng một cuộc không kích trong ngày 29 tháng 12 năm 1941, vài ngày sau khi Tướng Douglas MacArthur dời trụ sở của ông tới đây, nhưng hỏa lực giáng xuống nặng nề trong suốt cuộc vây hãm xuất phát từ các khẩu pháo đặt ở tỉnh Cavite gần đó và sau là từ Bataan. Khi người lính Hoa Kỳ và Philippines cuối cùng trên bán đảo đầu hàng vào ngày 9 tháng 4 năm 1942, quân Nhật đã có khả năng tấn công bằng pháo binh một cách áp đảo mục tiêu và loại bỏ mọi vị trí phòng thủ vốn đã cũ kỹ tại đây.
Mạng lưới đường hầm chạy xuyên suốt các ngọn đồi trên đảo tăng cường lợi thế của quân du kích phòng thủ tại đây, nhưng phần lớn các hoạt động phòng thủ lại được thực hiện trong tầm quan sát của quân địch. Ngày 4 tháng 5, nhiều ụ súng của quân phòng thủ đã bị tiêu diệt và nguồn nước ngày càng khan hiếm, trong khi con số thương vong tăng nhanh. Hỏa lực mạnh từ phía quân Nhật dự báo trước một cuộc đổ bộ của họ, tuy nhiên ngay sau đó họ bị bất ngờ trước sự kháng cự mạnh mẽ của quân phòng thủ, khi quân Nhật bị mất hai phần ba số phương tiện đổ bộ và mất 900 người cùng với 1.200 người bị thương, so với con số thương vong của Hoa Kỳ là 800 người chết và 1000 người bị thương.

### Chiến lược tái chiếm Corregidor
Mặc dù vào năm 1945, Corregedor không còn ý nghĩa quan trọng về mặt phòng thủ đối với người Nhật như khi mà hòn đảo này còn nằm trong tay người Mỹ trước đây vào đầu năm 1942, tuy nhiên nơi này vẫn là một vị trí chủ chốt trên lối vào vịnh Manila. Do đó, những người lên kết hoạch của Hoa Kỳ đã lập một kế hoạch cho một cuộc tấn công riêng tại đây.
Chiến lược của Tướng MacArthur là thực hiện cuộc tấn công hỗn hợp bao gồm đổ bộ và xâm nhập từ trên không—đây là một trong những sự điều động phối hợp khó khăn nhất trong các thao diễn quân sự hiện đại—nhằm chiếm lại đảo. Mặc dù chiến lược hành động này đã được thực hiện và cho thấy kết quả tốt tại cuộc Luzon, trong đó giai đoạn sử dụng không quân mang nhiều rủi ro. Vì lý do hòn đảo này nhỏ, với diện tích chỉ hơn năm dặm vuông, và mang hình dáng con nòng nọc khiến cho bất kỳ cuộc thả dù nào cũng trở nên khó khăn.
Phần phức tạp nhất của cuộc tấn công là các lính dù cần phải đáp xuống ngọn đồi mang tên Topside, vốn chủ yếu tạo nên đặc tính địa hình của đảo. Ban tham mưu của tướng MacArthur bác bỏ đề xuất tiếp cận ngọn đồi này, nhưng mặt khác, người Mỹ lại chỉ có ít cơ hội chọn lựa. Từ đồi Topside, người Nhật có thể bao quát tất cả những khu vực đổ bộ có tiềm năng. Giả thuyết mà những người đề xuất đưa ra là cho rằng quân Nhật chắc chắn sẽ không sẵn sàng cho một cuộc xâm nhập bất ngờ từ trên không vào một mục tiêu ít có khả năng bị tấn công đầu tiên nhất.
Nhiệm vụ đánh chiếm hòn đảo được giao cho Trung đoàn Bộ binh Dù 503 do Trung tá George M. Jones và những đơn vị thuộc Sư đoàn Bộ binh 24 do Thiếu tướng Roscoe B. Woodruff, những đơn vị này trước đó đã thực thi nhiệm vụ tại đảo Mindoro.

## Diễn biến

### Oanh kích

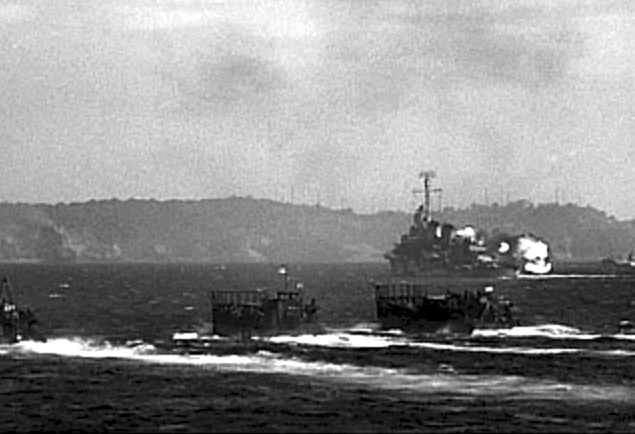
Tàu chiến đang yểm trợ trong cuộc đổ bộ lên Corregidor

Ngày 23 tháng 1 năm 1945, những cuộc ném bom nhằm làm suy yếu hệ thống phòng thủ trên đảo Corregidor bắt đầu. Những cuộc tấn công bằng máy bay ném bom hạng nặng của Không quân Lục quân Hoa Kỳ còn tiếp diễn đến ngày 16 tháng 2, với tổng cộng 595 tấn bom được thả xuống. Ước tính kể từ khi chiến dịch ném bom được bắt đầu đến ngày 24 tháng 2 đã có 2.028 lần máy bay xuất kích thả 3.163 tấn bom lên đảo Corregidor.
Ngày 13 tháng 2, Hải quân Hoa Kỳ tăng cường các cuộc bắn phá với hỏa lực từ những tàu tuần dương hạm và khu trục hạm nhằm vào các vị trí bắn trả rời rạc của pháo binh Nhật, đồng thời Hải quân cũng thực hiện việc tháo dỡ mìn dọc bãi biển vào ngày hôm sau. Chiến dịch làm suy yếu hệ thống phòng thủ trên đảo, hay còn được gọi bằng thuật ngữ gloucesterizing còn tiếp tục tiếp diễn ba ngày sau đó.
Chiến dịch bắn phá hòn đảo Corregidor của hải quân không gặp phải bất cứ sự chống trả nào. Khi người đo mực nước (Watertender) là Hạ sĩ nhất Elmer Charles Bigelow mất tập trung trên boong tàu USS Fletcher trong nhiệm vụ vào này 14 tháng 2 năm 1945, một trái pháo của quân Nhật bắn trúng tàu vào xuyên vào kho đạn của khẩu súng số 1, kích hoạt một số đám cháy của bột không khói. Bigelow đã cầm lấy hai bình chữa cháy và xông vào cố dập tắt ngọn lửa đang bùng lên. Không để mất thời gian quý giá khi phải dùng tới bộ dụng cụ thở, Bigelow chạy vào làn khói dày đặc, đẩy cửa hầm qua một bên và nhảy vào khu vực đang cháy. Bất chấp mắt bị cay, hay thuốc súng đang cháy có thể làm khô phổi của mình, Bigelow vẫn nhanh chóng dập tắt ngọn lửa và làm nguội căn hầm và các buồng kế đó, do đó ngăn chặn được đám cháy phá hủy con tàu. Bigelow không qua khỏi do những vết thương của mình vào ngày hôm sau. Sự dũng cảm và hi sinh của anh được vinh dành bằng Huy chương danh dự.
Bình minh ngày 16 tháng 2, những cuộc tấn bởi máy bay ném bom B-24 và một giờ oanh kích tầm thấp và bắn phá được thực bởi máy bay Douglas DB-7 nhằm mở màng cho cuộc đổ bộ.

### Nhảy dù xuống điểm cao
Vào lúc 8:33 sáng ngày 16 tháng 2, trễ đúng ba phút so với thời gian định trước, tại  vị trí đổ bộ có gió với vận tốn 16-18 hải lý, một nghìn lính đầu tiên thuộc Trung đoàn Dù chiến đấu 503 tiến vào Mindoro, bắt đầu nhảy ra khỏi máy bay chở lính C-47 của Không lực 13 và bay lượn trên đầu những quân phòng thủ Nhật đang bị bất ngờ, những binh lính còn lại thuộc Nhóm Kembu của Thiếu tướng Rikichi Tsukada đóng tại điểm cao nhất của hòn đảo nằm ở những ngọn đồi phía tây. Tuy nhiên, một số lính dù bị gió thổi ngược về phía khu vực quân Nhật đang nắm giữ. Ngược lại với những lời đồn, không lính dù nào bị chết đuối khi thực thi nhiệm vụ, mặc dù một vài người trong số họ không thể trèo qua các vách đá để đến được khu vục của quân Nhật, hay bị ngã vào các khối đá và được cứu gần điểm thả xuống.
Bất chấp luồng gió thổi mạnh và lực lượng Nhật bị choánh váng, phân tán sau những trận bắn phá ác liệt của hải quân Hoa Kỳ, họ vẫn chống trả kịch liệt ngay khi quân Mỹ nhảy dù xuống đây. Trong buổi sáng hôm đó, quân Nhật đã cho thấy khả năng mở một cuộc tấn công thọc sâu vào những vị trí mỏng manh do những lính dù vừa mới thiết lập được tại điểm cao của đảo.
Những binh lính dù và bộ binh tiến hành một cuộc chiến ác liệt đối đầu với những người lính Nhật có ý chí kiên định. Binh nhì Lloyd G. McCarter, người được giao nhiệm vụ trinh sát thuộc trung đoàn 503 trong cuộc đổ bộ mở đầu vào ngày 16 tháng 2, đã trườn qua khoảng đất trống rộng 30 yard dưới làn đạn của quân Nhật được trang bị súng máy và lựu đạn cầm tay. Đến chiều ngày 18 tháng 2, người lính này đã hạ được 6 lính bắn tỉa của Nhật. Tối hôm đó, khi một lực lượng lớn quân địch đang cố gắng vượt qua đại đội của mình, McCarter đã tình nguyện tiến ra khu vực trống trải và tung hỏa lực về phía quân định. Trong đêm đó, quân Nhật liên tiếp mở các cuộc tấn công vào vị trí này và ngay lập tức bị đẩy lùi sau đó. Đến 02:00 giờ sáng, tất cả những binh lính thuộc đơn vị của McCarter đều bị thương; nhưng nhời những lời reo hò thúc giục của các đồng đội, ông vẫn tiếp tục chống trả quyết liệt phần lớn các cuộc tấn công, bấp chấp nguy hiểm và sợ hãi để xông ra chiến trường để xác định vị trí quân Nhật rồi sau đó tung hỏa lực mạnh về những vị trí này. Ông lại trườn trở về tiền tuyến để bổ sung thêm đạn dược. Khi khẩu súng máy không còn hoạt động được nữa, ông đã cầm lấy một khẩu súng trường bán tự đậu và tiếp tục gây ra nhiều thiệt hại cho đối phương. Đến lượt thứ vũ  khí này lại trở nên quá nóng để sử dụng, sau đó ông đã bỏ khẩu súng và tiếp tục chiến đấu với một khẩu súng trường M-1. Cho đến khi bình minh lên các cuộc tấn công của quân Nhật lại diễn ra với một cường độ mạnh hơn. McCarter đã rời khỏi vị trí an toàn của mình để tiêu diệt các vị trí nguy hiểm của đối phương. Ông đã bị thương nghiêm trọng; mặc dù vậy, ông cũng đã lập được chiến công giết chết hơn 30 quân Nhật, nhưng ông lại từ chối sơ tán cho tới khi chỉ ra được các mục tiêu của những cuộc tấn công từ phía quân Nhật. Để ghi nhận những hành động anh hùng và quả cảm khi phải đối mặt với sự nguy hiểm, binh nhì McCarter đã được trao Huy chương Danh Dự.

### Trận đánh tại điểm Banzai
Trận đánh ác liệt nhất để giành lại đảo Corregidor xảy ra tại Điểm Trung tâm vào đêm ngày 18 tháng 2 và rạng sáng ngày 19 tháng 2, khi đại đội D và F, tiểu đoàn 2, Trung đoàn Bộ binh Dù 503, lập các vị trí phòng thủ gần Battery Hearn và Cheney Trail, vào lúc 22:30 trong một đêm tối không trăng. 500 lính thủy quân Nhật rời khỏi Battery Smith và tấn công tự sát nhằm vào các vị trí quân Mỹ và Philippines. Đó cũng là đêm Binh nhì Lloyd McCarter được trao Huân chương Danh Dự. Đại đội F chặn đứng những cuộc tấn công điên cuồng của quân Nhật nhằm thọc sâu về phía nam. Mỗi khi có 1 vị trí bị xuyên thủng đều được bảo vệ bằng việc dàn quân hình bậc thang.
Bên cạnh hỏa lực được yểm trợ từ những tàu chiến ở ngoài khơi, trận chiến diễn ra 3 giờ còn được quyết định bởi những cuộc đối đầu súng trường, vũ khí tự động và tinh thần không thể khuất phục của 50 lính dù chống lại Lực lượng Đổ bộ Đặc biệt của Nhật, vốn là một trong những đơn vị tinh nhuệ nhất của đế quốc. Không phải tất cả binh lính trong đại đội đều tham gia trực tiếp vào trận đánh nhằm không gây rối loạn đội hình. Đợt phản công của quân Nhật kết thúc thất bại với hơn 250 xác lính Nhật trải dài 200-yard trên con đường Cheney. Về phần đại đội F bị tổn thất 14 lính và 15 lính bị thương. Đây là đợt tấn công cuối cùng được thực hiện bởi lực lượng Nhật tại đảo Corregidor. Những nhà sử học chính thống đề cập đến điểm Wheeler với cái tên là Điểm Banzai.

### Bao vây đồi Malinta

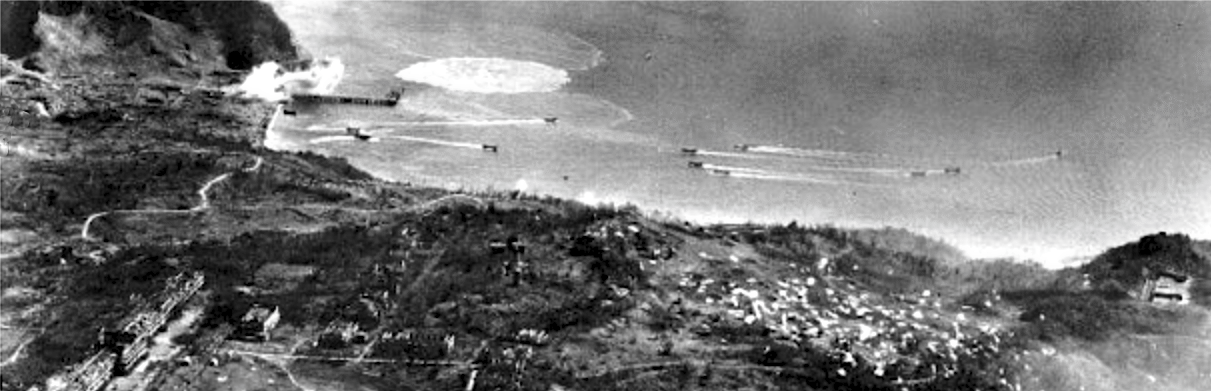
Sư đoàn 34 Bộ binh đổ bộ tại điểm San Jose

Cùng thời điểm đó, các binh lính dù thuộc trung đoàn 503 đáp xuống từ trên không, đợt đầu tiên là của tiểu đoàn 3 do Trung tướng Edward M. Postlethwait thuộc Trung đoàn 34, Sư đoàn 24 Bộ binh do Đại tá Aubrey "Red" S. Newman tiến lên bờ và lập một vị trí đóng quân tại bãi biển ở điểm San Jose nằm phía cực đông đảo Corregidor mang tên Black Beach. Các đợt đổ quân tiếp theo diễn ra trước sự bối rối của hệ thống phòng thủ của Nhật, và vài phương tiện đổ bộ và lính bộ binh trở thành nạn nhân của mìn. Tiểu đoàn tiếp tục tiến vào trong đất liền và chỉ gặp sự kháng cự rời rạc, phần lớn từ những nhóm đi ra từ những đường ngầm bên trong đất liền nhằm làm trí hoãn bước tiến quân Hoa Kỳ.
Hai đơn vị của tiểu đoàn 3, đại đội K và L do Đại úy Frank Centanni và Lewis F. Stearns, hoạt động riêng lẻ chiến đấu nhằm làm chủ cả hai con đường dẫn vào đồi Malinta từ hướng bắc và hướng nam, trong khi đại đội A của Đại úy Gilbert Heaberlin đóng quân một mình gần nguồn nước. Đại đội I do Trung úy Paul Cain, đóng tại North Dock để bảo vệ hải cảng. Họ dự định giữ các lính Nhật bên trong các đường hầm trong khi các đơn vị khác tiến sâu vào trong đất liền, và được yểm trợ bởi xe tăng và các đơn vị súng phun lửa nhằm phá hủy các đường hầm và công sự trong khu vực còn bị quân Nhật chiếm giữ. Và trong 8 ngày liên tiếp sau đó cho đến  23 tháng 2, những đơn vị này mới loại bỏ được các cuộc tấn công banzai, bằng súng cối, và thậm chí là cả một biệt đội tấn công tự sát với chất nổ quấn quanh cơ thể, với thành tích tiêu diệt hơn 300 lính Nhật.
Vào lúc 21:30 ngày 21 tháng 2, đồi Malinta xuất hiện những hoạt động giống núi lửa khi vài tiếng nổ xảy ra rời rạc. Những binh lính Nhật bị mắc kẹt ở bên trong đã tự làm nổ tung họ, và sau khi những vụ nổ chấm dứt và đá ngừng rơi, một số khoảng 50 lính Nhật chạy nhốn nháo từ bên trong để tấn công và quân Mỹ đã nhanh chóng hạ được họ. Hai đêm sau đó, một cuộc tấn công tương tự diễn ra. Cuối cùng, đến lượt các kỹ sư làm nhiệm vụ của họ, tưới một lượng lớn xăn xuống các đường hầm và châm lửa rồi sau đó họ chặn lối ra của các đường hầm. Sau một lúc, sự im lặng cuối cùng cũng ngự trị bên trong đồi Malinta.
Không còn một cuộc tấn công có tổ chức nào xảy ra trong khoảng thời gian còn lại của chiến dịch. Chỉ một vài công sự đơn lẻ vẫn tiếp tục kháng cự với tinh thần cảm tử cho đến ngày 26 tháng 2, khi Corregidor được tuyên bố là an toàn.

## Kết quả

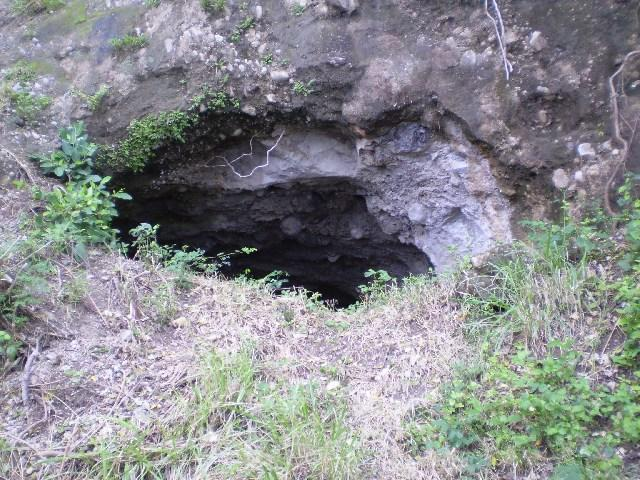
Hang đá còn lại của quân Nhật

Một số lượng lớn binh lính Nhật bị chết đuối trong khi cố gắng bơi ra khỏi tảng Đá. Nhiều người Nhật, ước tính khoảng 1000, đã bỏ mạng trong những đường hầm trên đảo. Theo truyền thống võ sĩ đạo, những người phòng thủ trong những hang đá và đường hầm nằm cố thủ cp người lại tương tự tại đồi Malinta, và thà tự tử hơn là đầu hàng. Corregidor vẫn còn vang vọng nhiều tiếng nổ ngầm suốt vài ngày sau đó.
Có rất ít lính Nhật bị bắt giữ, nhưng không phải không bị trả giá. Một xe tăng M4 Sherman bắn đạn pháo vào trong một đường hầm được đậy vì nghi ngời có quân Nhật trú ẩn bên trong nhưng đường hầm này lại chứa hàng tấn đạn dược. Kết quả là một vụ nổ dữ dội ném chiếc xe tăng 30 tấn xa vài yard, giết chết kíp lái xe gồm 4 người và 48 lính Mỹ khác, đồng thời làm bị thương hơn 100 lính.
Đến ngày 1 tháng 3 năm 1945, hòn đảo trở thành một thành lũy hoang tàn với một hải cảng còn được giữ nguyên vẹn về hướng đông, và đã được mở cho các tàu của quân Đồng Minh. Sáu ngày trước đó, vào ngày 7 tháng 3, Tướng MacArthur quay trở về pháo đài trên đảo mà ông đã bị buộc phải rời bỏ ba năm trước. Ông nói: "Tôi thấy cột cờ cũ vẫn còn đứng đó. Những binh lính của chúng ta đã kéo ngọn cờ thân yêu tới đỉnh cột cờ và sẽ không cho phép bất cứ kẻ thù nào kéo nó xuống", tại lễ thượng cờ Sao và Sọc.
Cuộc đổ bộ hoàn hảo của quân Hoa Kỳ với sự phối hợp của ba lực lượng quân nhằm tái chiếm Corregidor chỉ khiến cho Trung đoàn Dù chiến đấu 503 tổn thất 169 người và 531 người bị thương. Về phần Trung đoàn 34 Bộ binh chịu tổn thất 38 người và 153 người bị thương. Trong tổn số 2.065 lính huy động từ Trung đoàn Dù chiến đấu 503, khoảng 280 lính bị chết hay bị thương nghiêm trọng. Ba lính bị tổn thất vì trục trặc trong khâu nhảy dù, và hai lính cũng chết khi họ bị va chạm với các tòa nhà khi tiếp đất. Tám lính khác bị giết trong không trung hoặc trước khi họ có thể cởi chiếc dù ra khỏi người, và hơn 50 lính khác bị thương trong khi nhảy dù hay tiếp đất. Vài lính khác bị mất tích khi đang làm nhiệm vụ. Con số lính bị thương không do hỏa lực thù địch khi nhày dù là 210 người.
Trong những năm gần đây, nhiều nguồn tài liệu của Nhật ước tính khoảng 6.700 lính Nhật có mặt trên đảo trước khi Trung đoàn Dù chiến đấu 503 và Sư đoàn 34 Bộ binh đổ bộ, trong đó chỉ có 50 người sống sót. Mười chín lính khác bị bắt làm tù binh, nhưng 20 người Nhật đến sau có mặt trên đảo sau chiến tranh vào ngày 1 tháng 1 năm 1946.
Corregidor ngày nay làm một điểm đến du lịch quan trọng của Philippines. Trải qua nhiều năm, phần lớn các phần đổ nát còn lại của các khẩu pháo và khu vực chiến trường năm xưa trên đảo đã được phục hồi như là một thắng cảnh lịch sử.